# Tiquilia tacnensis
Tiquilia tacnensis är en strävbladig växtart som beskrevs av A. Richardson. Tiquilia tacnensis ingår i släktet Tiquilia och familjen strävbladiga växter. Inga underarter finns listade i Catalogue of Life.